# Lysorophidae
Die Lysorophia sind ein fossiles Taxon amphibienartiger Landwirbeltiere. Sie werden in die Gruppe der Hüllenwirbler (Lepospondyli) eingeordnet und lebten während des späten Karbon bis in das frühe Perm in Nordamerika und  eventuell auch in Europa.

## Merkmale
Die Tiere hatten langgestreckte Körper mit bis zu 99 holospondylen (ein spulenförmiger Wirbelkörper, der aus einer einzigen Verknöcherung besteht) Wirbeln und stark reduzierte Gliedmaßen. Der Schwanz war kurz und hatte Hämalbögen. Eine knöcherne Hautpanzerung fehlte. Der sehr offene Schädel hatte große Schädelfenstern und große Orbita. Maxillare und Prämaxillare waren relativ frei beweglich. Das Foramen des Scheitelbeins fehlte. Der Unterkiefer war kurz und hatte auf jeder Seite ein Fenster. Die Bezahnung war nicht labyrinthodont. Auf Pflugscharbein und Gaumenbein hatten sie keine Zähne. Eine Reihe von Schädelknochen, wie Postfrontale, Postorbitale, Supratemporale, Jochbein, Quadratojugale, Ectopterygoid, Coronoidknochen und Postspleniale fehlten. Das Parasphenoid war breit. Die kopfseitige Gelenkfläche des Atlas war breiter als die körperseitige.
Die Lysorophia sind, verglichen mit anderen paläozoischen amphibienartigen Tieren stark abgeleitet. Wahrscheinlich sind sie nah mit den Microsauria verwandt. Sie teilen allerdings auch Synapomorphien mit den heutigen Amphibien (Lissamphibia).